# Фримонт, Джон
Джон Чарльз Фримо́нт (Фремо́н) (John Charles Frémont, 21 января 1813 — 13 июля 1890) — американский офицер, исследователь. Один из двух первых сенаторов от штата Калифорния (в 1850 году), первый кандидат в президенты США от Республиканской партии (1856 год), а также первый кандидат в президенты от основной партии, выступавшей против рабства.
В 1845 году по поручению правительства США отправился в Калифорнию, тогда принадлежавшую Мексике, с вооружённым отрядом, официально — с картографической экспедицией. В ходе экспедиции Фримонт организовал восстание англоязычных поселенцев Калифорнии, которое привело к образованию Республики Калифорния, отделению штата от Мексики и последующему присоединению к США. Впоследствии стал военным губернатором Калифорнии и сенатором от этого штата.
В 1840-х годах получил от прессы эпитет «Следопыт», который так и остался в употреблении, иногда как «Великий следопыт».
Имя Джона Фримонта увековечено в названии ряда мест, где он путешествовал. В частности, в честь него названы озёрный остров и река в Юте и улица Фримонт-стрит в Лас-Вегасе: экспедиция Фримонта пересекла будущую территорию Лас-Вегаса (пустыню Мохаве) в 1844 году.